# Озера Броварів
Озера Броварів — 23 озера, що існували або існують у місті Броварах та на його околицях. Раніше озера, ймовірно, були складовою зниклої річки Русава.

## Список озер
| №  | Назва                          | Розташування                                                                                      | Опис |
| -- | ------------------------------ | ------------------------------------------------------------------------------------------------- | --- |
| 1  | Озеро у парку «Перемога»       | Розташоване в парку «Перемога».                                                                   | Штучне озеро |
| 2  | Світловщи́на                    | Було розташоване на найнижчій точці Броварів – біля залізниці, між зуп. «Ялинка» та «Княжичі».    | Колишнє найбільше озеро міста, нині – болото. Свою назву озеро отримало за чистоту водойми та розміри. |
| 3  | Монах                          | Знаходиться на вул. Київська, 125.                                                                | Назване в честь монаха із Київського монастиря, що жив на північному березі озера. Нині половина озера засипана і забудоване будинка, гаражами і недобудовую у 2012 році.                                           |
| 4  | Каланча́                        | Знаходиться на вул. Київська, 107-109.                                                            | Озеро подвійне, було прочищене у 2015 році. Водойма названа Каланчею – в честь високої спостережної башти на будинку пожежної охорони, яка розміщувалася на підвищенні за озером до 1921 року.                      |
| 5  | Ставок                         | Знаходиться на вул. Київській, перед ДНЗ «Віночок».                                               | Нині озеро замулилося. Назване за свою красу, оскільки на ставку раніше росли лілії. |
| 6  | Орло́вище                       | Знаходиться біля залізничної зупинки «Ялинка».                                                    | Нині озеро відновлене. Ймовірно назване від власника земель - поміщика Орлова. |
| 7  | Озеро за Княжицьким переїздом. | Знаходиться за Княжицьким переїздом.                                                              | Існуюче озеро, також цю місцевість називали «могилки». |
| 8  | Качине                         | Знаходиться між вул. Панаса Мирного і Фонтене-су-Буа.                                             | «Верхнє» озеро, простягалося до залізниці. Водойма була розчищена в 2015 році. Назва походить від птахів, оскільки до цього озера, де завжди було багато качок, з усіх Броварів з’їжджалися на полювання мисливці.. |
| 9  | Осокорщи́на                     | Знаходиться на вул. Київська, де розміщувалися радіовежі Броварського радіопередавального центру. | «Верхнє» озеро, наразі пересохло. Назва походить від місцевості, яка багата на осокори. |
| 10 | Лісове                         | Розташоване за Броварською центральною лікарнею, в лісі, недалеко від Зеленої галявини.           | Подвійне. Прочищене в 2015 році. |
| 11 | Кругле                         | Знаходиться перед Зеленою галявиною.                                                              | Назву отримало за формою. Пересохло. |
| 12 | Смо́льня                        | Розташоване на околиці лісу, вздовж вул. Михайла Мельника (Кокінакі).                             | «Верхнє» озеро. У нього стікалися води з усіх лісових озер. Пересохло. Назва: на околиці лісу смолили канати. |
| 13 | Довге                          | Знаходиться на провулку Павла Полуботка (Полярників).                                             | Озеро тягнулося від вул. Благодатна (Леніна) до кінця вул. Першого Травня. |
| 14 | Береги                         | Розташоване від вул. Павла Полуботка до Зазимського шляху (Челюскіна) та Чепурного.               | Від озера залишилося лише дві копанки. Назву отримало за своєю формою. |
| 15 | Біле                           | Знаходиться у парку «Приозерний».                                                                 | Частково розчищене в 2015—2016 роках . Назва: розташоване на просторі, світле. |
| 16 | Чорне                          | Знаходиться у парку «Приозерний», поблизу озера Білого.                                           | Раніше озера з’єднував невеликий міст. Озеро було засипане в 1960 році. Назва озера походить від того, що водойма була маленька та в оточена деревами, через це була темною.                                        |
| 17 | Божови́тьке                     | Розташоване вздовж вул. Академіка Амосова.                                                        | «Верхнє» озеро. Огинало дугою Оболонь і доходило до Розвилки. Стало болотом. Назва: біля води людям привидівся лик божої Матері.                                                                                    |
| 18 | Оболонь                        | Розташоване між вул. Академіка Амосова, Петропавлівською та Михайла Мельника.                     | Прочищене у 2015 році. |
| 19 | Поми́льне                       | Розташоване біля птахофабрики.                                                                    | Нині існує. Назва походить від озера до Броварів та до Києва – по милі. Це – середина шляху. |
| 20 | Рибне                          | Розташоване при виїзді з Броварів, навпроти військової частини.                                   | Існує, назване в честь багатої на рибу водойми. |
| 21 | Ковпи́т                         | Розташоване у Зазимському лісі за птахофабрикою.                                                  | Нині засипане. За легендою, це озеро було місцем шабашу темних сил. Існує приказка, яка пішла з Броварів: «Та ну тебе в ковпит».                                                                                    |
| 22 | Сти́гло                         | Розташоване у Зазимському лісі за птахофабрикою.                                                  | Нині озеро засипане. Назва походить від слова «стойло», оскільки біля озера знаходився літній табір для скоту. |
| 23 | Куриче́во                       | Розташоване у Зазимському лісі за птахофабрикою.                                                  | Нині засипане. Назва походить від словосполучення «куриний брід», що означає неглибоке місце де знаходилась переправа.                                                                                              |